# 富士観光開発
富士観光開発株式会社（ふじかんこうかいはつ）は、山梨県南都留郡富士河口湖町に本社を置く不動産会社。主に富士五湖周辺において不動産開発およびゴルフ場やスキー場などのリゾート開発を手がけているほか、物販や地ビール醸造などの事業も行っている。
なお、同じ町内に「富士観光興業」という鳴沢氷穴と富岳風穴を管理している会社があるが、こちらは富士急グループの企業であり、当社とは一切関係がない。

## 沿革
- 1959年（昭和34年）06月 - 会社設立。
- 1960年（昭和35年）
  - 04月 - 別荘地分譲を開始。
  - 11月 - ゴルフ場の営業開始。
- 1965年（昭和40年）02月 - 「富士観光バス」営業開始。
- 1970年（昭和45年）08月 - 中央自動車道富士吉田線の開通により、谷村パーキングエリアの売店営業を開始。
- 1971年（昭和46年）02月 - 甲府事業所開設、国中地方に進出。
- 1976年（昭和51年）04月 - 事務機器卸売・保守事業を開始。
- 1986年（昭和61年）12月 - スキー場の営業開始。
- 1997年（平成09年）12月 - 地ビール醸造を開始。
- 2008年（平成20年）03月 - 観光バスの営業終了。

## 事業

### 不動産分譲
別荘地
- 富士桜高原別荘地（南都留郡鳴沢村、1960年4月分譲開始）

住宅地
- 甲府リバーサイドタウン（中央市、1976年11月分譲開始）

集合住宅
- 富士桜高原パークヴィラ（南都留郡鳴沢村、1991年8月分譲開始）

### 施設運営
ゴルフ場
- 富士レイクサイドカントリー倶楽部（南都留郡鳴沢村、1960年11月営業開始）
- 富士桜カントリー倶楽部（南都留郡富士河口湖町、1975年10月営業開始）
- 敷島カントリー倶楽部（甲斐市、1977年10月営業開始）

リゾート施設
- 富士すばるランド（南都留郡富士河口湖町、1967年7月営業開始）
- 富士緑の休暇村（南都留郡鳴沢村、1972年10月営業開始）
- ふじてんスノーリゾート（南都留郡鳴沢村、1986年12月営業開始）
- CAMP AKAIKE（南都留郡富士河口湖町、2016年7月営業開始）

### その他の事業
- 地ビール（富士桜高原麦酒）の醸造・販売
- 旅行会社（富士観光トラベル）
- 自動車整備業
- プロパンガスの販売
- 事務機器の卸売・保守
- 谷村パーキングエリア（下り）での売店営業
- 女子サッカー「FCふじざくら山梨」の運営